# Van den vos Reynaerde

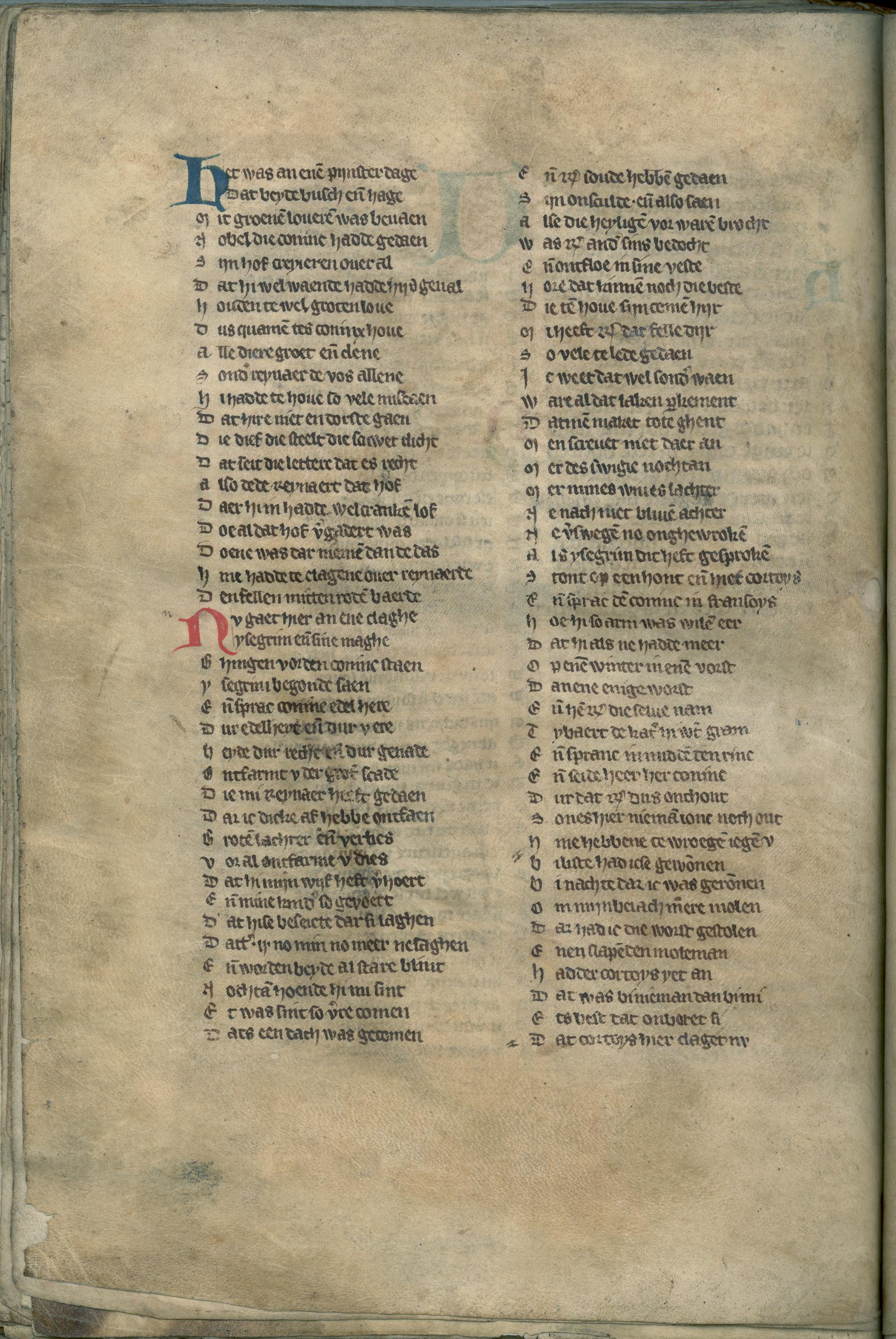
Van den vos Reynaerde (Dycksche Handschrift, um 1375; ULB Münster, N. R. 381, fol. 102v) Anfang der Erzählung: der Hoftag (Het was an ene[n] pijnstertage...)

Van den vos Reynaerde ist der Titel eines Tierepos in mittelniederländischer Sprache in Versen, das von einem schlauen Fuchs erzählt. Es entstand im 13. Jahrhundert und erfuhr als Reynaerts Historie eine Bearbeitung und Erweiterung im 14. Jahrhundert, die durch den Buchdruck in Europa als Reynke de vos seit Ende des 15. Jahrhunderts zunehmende Verbreitung fand und im Stoff des Reineke Fuchs nahezu unverändert überliefert wurde. Das ursprüngliche Epos wird in der Forschung als Reynaert I, die Überarbeitung als Reynaert II bezeichnet. Sein Autor ist unter dem Namen Willem bekannt.

## Inhalt

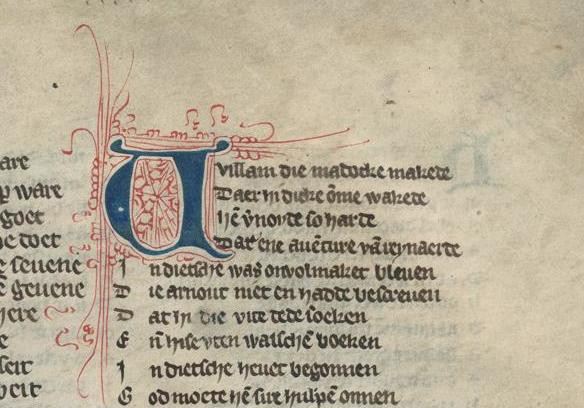
Prolog mit Nennung des Verfassers: Vvillam die madocke makede - (Dycksche Handschrift, um 1375; ULB Münster, N. R. 381, fol. 102r)

In einem Vorwort des Epos Van den vos Reynaerde meldet sich ein Willem als Verfasser zu Wort, der ein weiteres Werk, Madock, als das seine vermerkt; dieses Werk wurde indes nie bekannt.
Willem erzählt im Folgenden von einem Hoftag des Königs Nobel, des Löwen, zu dem einzig Reynaert, der Fuchs, nicht erschienen ist. Die anwesenden Tiere führen Klage gegen den Fuchs, allen voran Ysegrym, der Wolf. Der Fuchs wird durch die Boten Brun, den Bären, und Tybeert, den Kater, vorgeladen; sie werden vom Fuchs boshaft hinters Licht geführt und in Lebensgefahr gebracht. Erst Grymbert, dem Dachs, gelingt es, Reynaert zum Hof zu bringen. Reynaert wird zum Tode verurteilt, kann sich jedoch in höchster Not retten, indem er in einer letzten Beichte eine Geschichte erfindet, in der Brun und Ysegrym als Hochverräter erscheinen; um ihr Nachdruck zu verleihen, schwärzt er sogar seinen eigenen Vater an, einen Schatz gestohlen zu haben, um die Verräter zu unterstützen. Nobel glaubt ihm und lässt den Bären und den Wolf einkerkern. Reynaert gibt vor, eine Pilgerreise nach Rom anzutreten, begleitet von Belin, dem Widder, und Cuwaert, dem Hasen. Reynaert frisst bei erster Gelegenheit, von Belin unbemerkt, den Hasen und schickt den ahnungslosen Widder mit Cuwaerts Kopf im Ränzel zum Hof zurück. Nach der Entdeckung des Verrats werden Brun und Ysegrym rehabilitiert, Belin wird für vogelfrei erklärt und Reynaert mit Acht belegt.
Diese Geschichte wurde von einem unbekannten Bearbeiter gut hundert Jahre später erweitert und als Reynaerts Historie aufgeschrieben. In der Fortsetzung der Geschichte Willems wird Reynaert, diesmal anlässlich eines Hoffestes, bei dem erneut Klage gegen ihn geführt wird, wiederum vorgeladen und von Grymbert zum Hof gebracht. Gegenüber dem schwerwiegenden Vorwurf des Verrats fabuliert der Fuchs seine frühere Lügengeschichte aus, indem er Gegenstände des versteckten Schatzes ausmalt und damit, ähnlich wie im ersten Teil, den König zu betören und insbesondere Ysegrym als Gauner hinzustellen vermag; Unterstützung findet er in Rukenau, der Äffin, die ihn verteidigt. Ysegrim führt nunmehr die Vergewaltigung seiner Frau Gyremod ins Feld und fordert Reynaert zum Zweikampf auf. Der Fuchs, körperlich unterlegen, wird von der Äffin geschickt präpariert und kann sich in dem Duell behaupten. Nobel ernennt ihn zu seinem Thronrat.

## Herkunft
Das Epos Van de vos Reynaerde zeigt Ursprünge aus den antiken Fabeln des Äsop, aus dem Ysengrimus, im 12. Jahrhundert entstanden in der Gegend von Gent, und insbesondere aus dem Roman de Renart, einer episodisch angelegten Sammlung von Tiererzählungen um den Fuchs Renart, die im 12. Jahrhundert in Nordfrankreich entstand und das höfische Leben parodistisch beleuchtete.

## Überlieferung

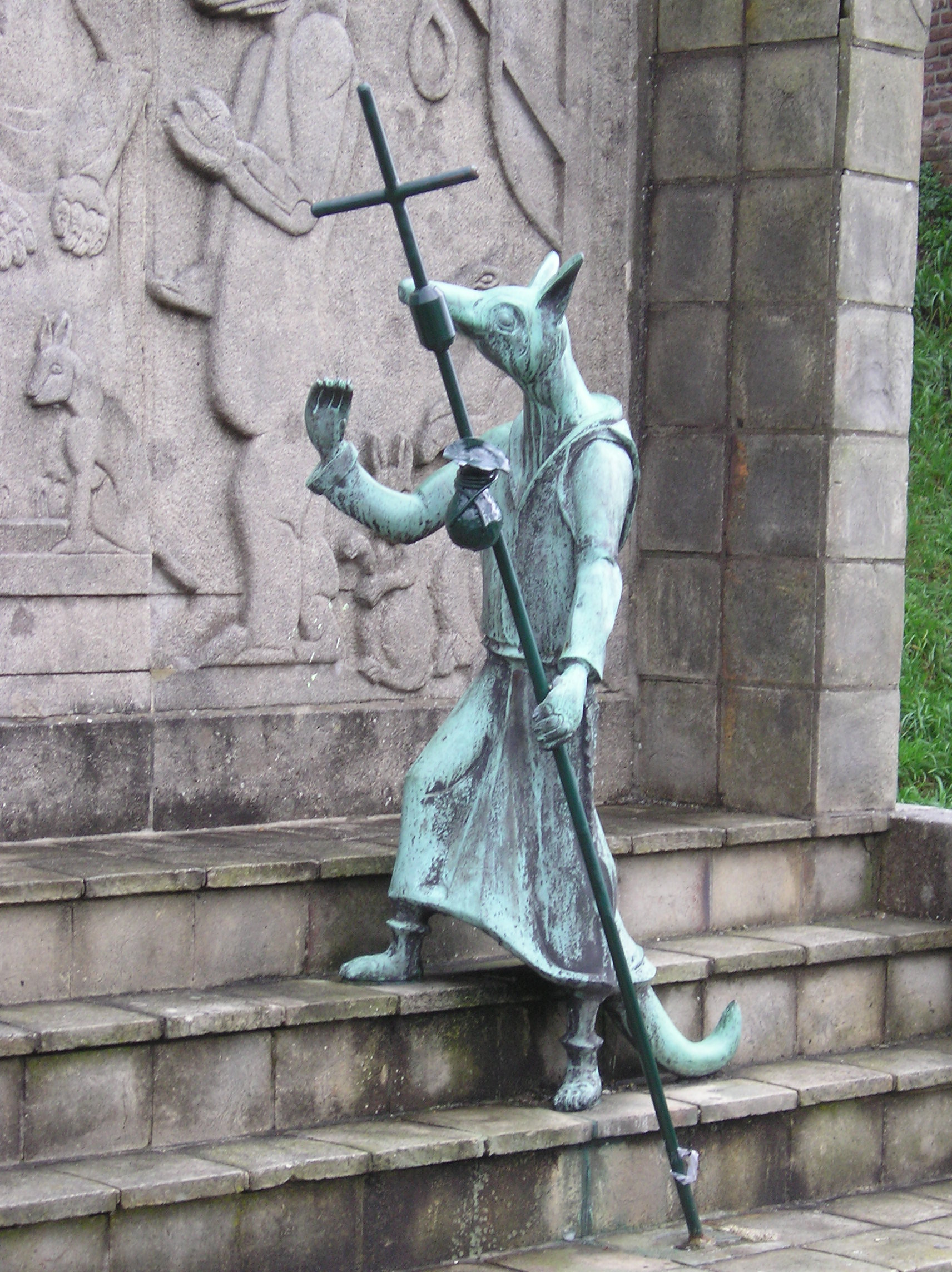
Anton Damen: Reynaert-Denkmal (1938) in Hulst, Niederlande (Detail)

Van den vos Reynaerde, als Reinaert I geführt, ist in zwei Handschriften vollständig erhalten. Die eine, die sogenannte Dycksche Handschrift, entstanden um 1375 in der Gegend von Utrecht, befindet sich im Besitz der Universitäts- und Landesbibliothek Münster (N. R. 381); die andere, die Comburgische Handschrift, zwischen 1380 und 1425 angefertigt, wird von der Württembergischen Landesbibliothek in Stuttgart gehalten (Cod. poet. et philol. fol. 22). Die einzige überlieferte Handschrift von Reynaerts Historie bzw. Reynaert II liegt in der Königlichen Bibliothek in Brüssel (14601); sie entstand um 1460–1480.
Der Reynaert II wurde bereits in der Frühzeit des Buchdrucks mehrmals in den Niederlanden gedruckt, von Gerard Leeu in Gouda 1479 unter dem Titel Historie van reynaert die vos und als kommentierte Prosafassung, wiederum gedruckt von Leeu, zwischen 1487 und 1490 in Antwerpen. Ein Nachdruck der Goudaer Ausgabe von Jacob Jacobsz van de Meer erschien in Delft 1485. Im 17. und 18. Jahrhundert erfuhr das Werk weitere Druckauflagen in den Niederlanden; einige wurden verboten und die Auflagen konfisziert. Van den vos Reynaerde nebst seiner Erweiterung zählt heute zur niederländischen Nationalliteratur. In der Stadt Hulst, die in dem Epos erwähnt ist, gibt es ein Reynaert-Denkmal.
Die Prosafassung wurde von William Caxton 1481 als The History of Reynard the Fox in einer englischen Übersetzung gedruckt. 1498 erschien in Lübeck eine Übertragung in niederdeutschen Versen: Reynke de vos, die im deutschsprachigen Raum als Reineke Fuchs bis heute erhalten blieb.